# 2015 aux États-Unis
Chronologie des États-Unis
- 2011
- 2012
- 2013
- 2014
- 2015
- 2016
- 2017
- 2018
- 2019

 2013 par pays en Amérique - 2014 par pays en Amérique - 2015 par pays en Amérique
2016 par pays en Amérique - 2017 par pays en Amérique 
Cette page concerne des événements qui se sont produits durant l'année 2015 du calendrier grégorien aux États-Unis.

## Figures légales
- Président des États-Unis : Barack Obama (démocrate)
- Vice-président des États-Unis : Joe Biden (démocrate)
- Président de la Cour suprême des États-Unis : John G. Roberts, Jr.
- Président de la Chambre des représentants des États-Unis : John Boehner (républicain)
- Président pro tempore du Sénat des États-Unis : Orrin Hatch (républicain)
- Secrétaire d'État des États-Unis : John Kerry (démocrate)

## Évènements

### Janvier
- 20 janvier : le Président Barack Obama prononce son discours annuel sur l'état de l'Union
- 26 janvier-27 janvier: le blizzard paralyse le nord-est des États-Unis[1]

### Février
- 3 février : une collision entre un train de banlieue et une voiture dans la banlieue nord de New York fait au moins six morts[2].
- 3 au 15 février : championnats du monde de ski alpin à Vail et Beaver Creek.
- 10 février : la fusillade de Chapel Hill en Caroline du Nord fait 3 morts.
- 13 février : démission du gouverneur de l'Orégon, John Kitzhaber, entaché par un scandale sur les marchés publics[3] ; il sera remplacé par Kate Brown le 18.
- 17 février : Ashton Carter remplace Chuck Hagel au secrétariat de la Défense

### Mars
- 3 mars : le discours du Premier ministre israélien Benjamin Netanyahou devant le Congrès des États-Unis divise la classe politique[4].
- 6 mars : 
  - la sonde spatiale Dawn se place en orbite autour de Cérès
  - début de la polémique sur l'utilisation d'une messagerie privée non sécurisée par Hillary Clinton pendant la période 2009-2012 alors qu'elle exerçait la fonction de Secrétaire d'État[5].
- 10 mars : accident d'hélicoptère de la base militaire d'Eglin en Floride, 11 morts.
- 23 mars : le sénateur républicain du Texas Ted Cruz, figure de l’ultra-conservateur Tea Party annonce sa candidature pour l'élection présidentielle de 2016. Il est le premier à se lancer dans la course à l’investiture de la primaire républicaine.

### Avril
- 4 avril : affaire Walter Scott à North Charleston en Caroline du Sud.
- 7 avril : le sénateur républicain du Kentucky Rand Paul, figure du libertarianisme, annonce sa candidature pour l'élection présidentielle de 2016. Il est le deuxième à se lancer dans la course à l’investiture dans le camp républicain.
- 11 avril : 7e sommet sommet des Amériques à Panama City. Première rencontre de Barack Obama et Raul Castro.
- 12 avril : Hillary Clinton, ancienne secrétaire d'État, déclare sa candidature pour l'élection présidentielle de 2016. Elle est la première femme à se porter candidate et la première personnalité à se lancer dans la course à l'investiture dans le camp démocrate.
- 14 avril : le sénateur de Floride Marco Rubio annonce sa candidature pour l'élection présidentielle de 2016. Il est le troisième à se lancer dans la course à l’investiture dans le camp républicain.
- 19 avril : l'annonce de la mort de Freddie Gray entraine une série d'émeutes à Baltimore du 25 avril au 3 mai[6]. Le gouverneur du Maryland Larry Hogan décrète l'état d'urgence.
- 23 avril : le Sénat confirme la procureure fédérale Loretta Lynch comme Procureure générale, elle succède à Eric Holder.
- 25 avril : début des émeutes à Baltimore en réaction à la mort de Freddie Gray.
- 29 avril : le sénateur du Vermont Bernie Sanders se déclare candidat pour l'élection présidentielle de 2016. Il est le deuxième à se lancer dans la course à l’investiture dans le camp démocrate.
- 30 avril : la sonde spatiale MESSENGER conclut sa mission orbitale de quatre ans autour de Mercure et s'écrase sur la planète.

### Mai
- 3 mai : attaque du Curtis Culwell Center à Garland au Texas.
- 4 mai : l'ancienne PDG de Hewlett-Packard Carly Fiorina et le neurochirurgien Ben Carson annoncent leur course à l'investiture républicaine de l'élection présidentielle.
- 5 mai : 
  - Mike Huckabee ancien gouverneur de l'Arkansas annonce à son tour sa course à la même investiture.
  - l'administration Obama approuve la mise en place d'une liaison maritime régulière entre les États-Unis et Cuba.
- 8 mai : Barack Obama se rend au Dakota du Sud et devint le quatrième président à visiter les 50 États du pays après Richard Nixon, George H. W. Bush et Bill Clinton[7].
- 12 mai : le déraillement d'un train à Philadelphie fait 8 morts et 200 blessés[8].
- 17 mai : 9 morts dans une fusillade à Waco (Texas).
- 19 mai : marée noire près de Santa Barbara (Californie).
- 23 mai-25 mai : une crue historique au Texas et en Oklahoma fait 17 morts et une quarantaine de disparus.
- 27 mai : 
  - le Nebraska est le 19e État à abolir la peine de mort.
  - les tribunaux américains inculpent quatorze membres de la FIFA pour des accusations de fraude, blanchiment d'argent, et racket portant sur des dizaines de millions de dollars au cours de 24 dernières années[9].
  - Rick Santorum ancien sénateur de Pennsylvanie annonce sa course  à l'investiture républicaine de l'élection présidentielle.
- 28 mai : George Pataki ancien gouverneur de l'État de New York annonce sa course à l'investiture républicaine de l'élection présidentielle.
- 29 mai : le Département d'État des États-Unis raye Cuba de la liste des États soutenant le terrorisme
- 30 mai : Martin O'Malley ancien gouverneur du Maryland annonce sa course  à l'investiture démocrate de l'élection présidentielle

### Juin
- 1er juin : le sénateur de Caroline du Sud Lindsey Graham annonce sa course à l'investiture républicaine à l'élection présidentielle.
- 3 juin : l'ancien gouverneur de Rhodes Island Lincoln Chafee annonce sa course à l'investiture démocrate à l'élection présidentielle.
- 4 juin : l'ancien gouverneur du Texas Rick Perry annonce sa course à l'investiture républicaine à l'élection présidentielle.
- 15 juin : l'ancien gouverneur de Floride Jeb Bush annonce sa course à l'investiture républicaine à l'élection présidentielle.
- 16 juin : l'homme d'affaires Donald Trump annonce sa course à l'investiture républicaine à l'élection présidentielle
- 17 juin : fusillade de l'église de Charleston en Caroline du Sud.
- 23 juin : le Secrétaire d'État à la Défense Ashton Carter annonce que l'OTAN va déployer des forces en Europe centrale et orientale en réponse à l'engagement militaire continue de la Russie en Ukraine[10].
- 24 juin : le gouverneur de la Louisiane Bobby Jindal annonce sa course à l'investiture républicaine à l'élection présidentielle.
- 26 juin : la Cour suprême légalise le mariage homosexuel dans tout le pays, par l'arrêt Obergefell v. Hodges.
- 30 juin : le gouverneur du New Jersey Chris Christie annonce sa course à l'investiture républicaine à l'élection présidentielle.

### Juillet
- 1er juillet : 
  - Concrétisation du dégel cubain, rétablissement des relations diplomatiques avec Cuba[11].
  - Homicide de Kathryn Steinle.
- 2 juillet : l'ancien sénateur de Virginie Jim Webb annonce sa course à l'investiture démocrate à l'élection présidentielle.
- 13 juillet : le gouverneur du Wisconsin Scott Walker annonce sa course à l'investiture républicaine à l'élection présidentielle.
- 14 juillet : accord international sur le programme nucléaire en Iran
- 16 juillet : deux fusillades sont perpétrées par un homme armé dans deux installations militaires à Chattanooga dans le Tennessee, quatre marines sont tués[12].
- 20 juillet : réouverture après 54 ans de l'ambassade des États-Unis à Cuba
- 21 juillet : le gouverneur de l'Ohio John Kasich annonce sa course à l'investiture républicaine à l'élection présidentielle

### Août
- 5 août : déversement d'eaux usées de la mine Gold King au Colorado.
- 26 août : assassinat d'Alison Parker et Adam Ward en Virginie.
- 30 août : en Alaska, le mont McKinley devient officiellement le Denali.

### Septembre
- Le Valley Fire (2015) et d'autres incendies ravagent la Californie.
- 6 septembre : le professeur Lawrence Lessig annonce sa course à l'investiture démocrate à l'élection présidentielle.
- 18 septembre : le scandale Volkswagen éclate. La firme allemande est accusée d'avoir installé un logiciel dans ses voitures à moteur diesel permettant de réduire frauduleusement les émissions polluantes de CO2. 500 000 véhicules seraient concernés pour les seuls États-Unis.
- 21 septembre : le scandale du Daraprim éclate, le prix du médicament ayant augmenté de 5 455 %.
- 22 septembre-27 septembre : visite du Pape François à Washington, New York et Philadelphie. Discours devant le Congrès des Etats-Unis et l'Assemblée générale de l'ONU.
- 25 septembre : John Boehner, Président de la Chambre des représentants annonce sa démission effective le 30 octobre.
- 28 septembre : la NASA annonce qu'elle a des preuves de la présence de l'eau sur Mars[13].
- 29 septembre-5 octobre : tempête dans l'est du Canada et des États-Unis.

### Octobre
- 1er octobre : la fusillade de l'Umpqua Community College dans l'Oregon fait dix morts.
- 3 octobre : en demande d'appui des autorités afghanes, un bombardement de l'aviation américaine touche un hôpital de Médecins sans frontières aucours de la Bataille de Kunduz, faisant 30 morts.
- 15 octobre : Barack Obama annonce que les États-Unis prolongeront leur présence militaire en Afghanistan jusqu'à la fin 2017.
- 22 octobre : Hillary Clinton est entendue en audience publique pendant plus de huit heures par la Commission Benghazi de la Chambre des représentants.
- 27 octobre :  le Sénat vote massivement en faveur de la loi sur le partage entre le secteur privé et le gouvernement fédéral d’information concernant les cyber-menaces et les mécanismes de défense.
- 29 octobre : Paul Ryan est élu président de la Chambre des représentants en remplacement de John Boehner démissionnaire.

### Novembre
- 6 novembre : le président Barack Obama rejette le projet d'oléoduc Keystone XL.
- 13 novembre : un raid aérien américain en Syrie élimine Mohammed Emwazi, mieux connu sous le pseudo de Jihadi John, responsable de nombreuses décapitations enregistrées de plusieurs otages de l'État islamique[14].
- 27 novembre : une fusillade à Colorado Springs (Colorado) fait trois morts[15].

### Décembre
- 2 décembre : une fusillade à San Bernardino en Californie fait 14 morts.
- 7 décembre : en références aux attentats de San Bernardino et de Paris, Donald Trump appelle à une interdiction de l'immigration de musulmans aux États-Unis, déclaration qui crée une polémique[16]